# Unterheydener Straße 21a (Mönchengladbach)

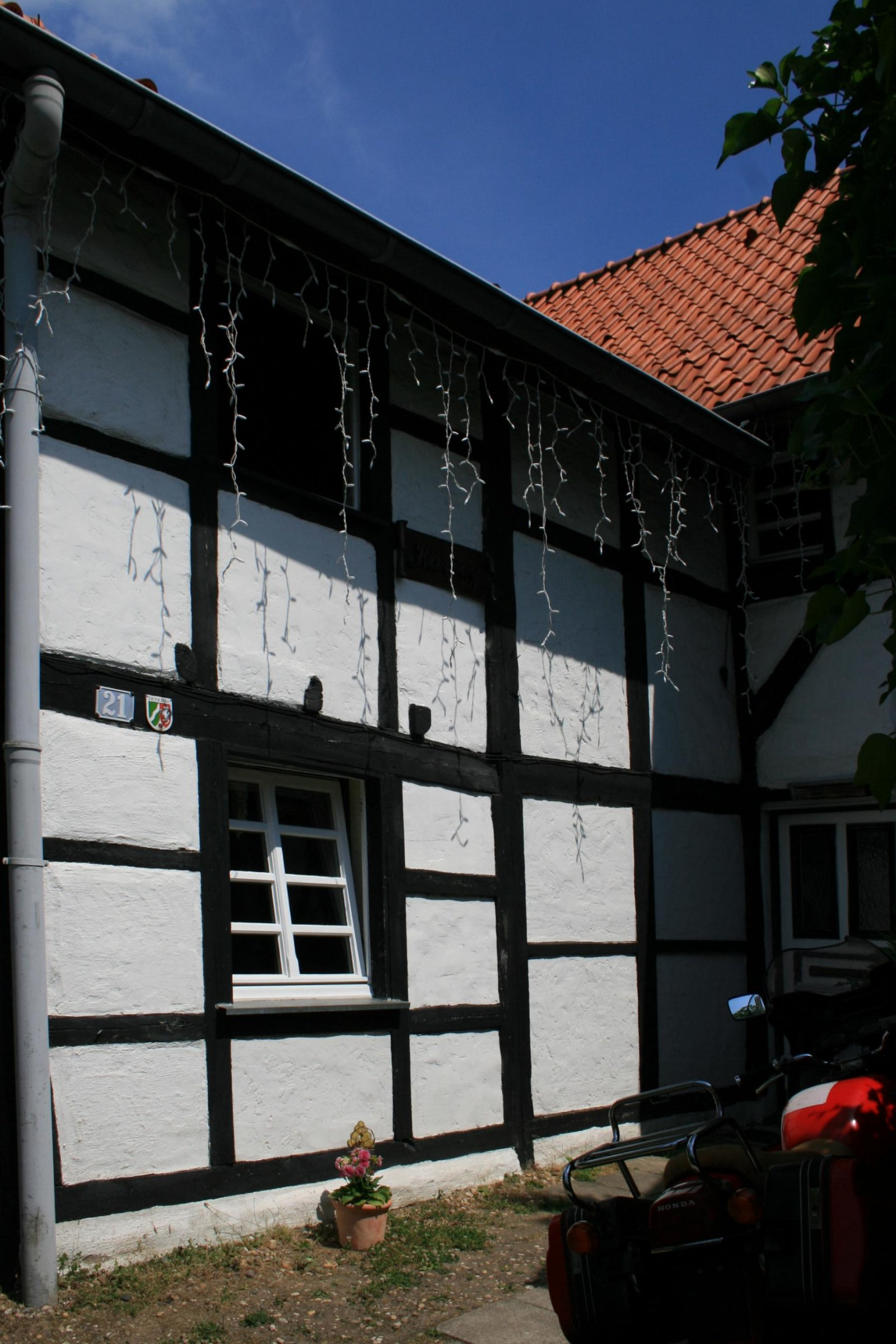
Fachwerkhaus (2010)

Das Wohnhaus Unterheydener Straße 21a steht im Stadtteil Rheydt in Mönchengladbach (Nordrhein-Westfalen).
Das Fachwerkhaus wurde im 18. Jahrhundert erbaut und unter Nr. U 002 am 4. Dezember 1984 in die Denkmalliste der Stadt Mönchengladbach eingetragen.

## Lage
Im alten Siedlungskern von Heyden steht in der Unterheydener Straße eine Gruppe von mehreren Fachwerkhäusern.  

## Architektur
Das Fachwerkhaus Nr. 21a ist die Kernbildung eines zur Straße hin giebelständigen alten Fachwerkhauses aus etwa dem 18. Jahrhundert. Es steht in enger Verbindung mit der Haus-Nr. 23a. Die Teilung des zusammengehörigen Gebäudes ist offenbar durch Erb- und Eigentumsteilung erfolgt. Die Fachwerkgebäude an der Unterheydener Straße sind als Denkmal schützenswert.